# Boris Bajanov
Pour les articles homonymes, voir Bajanov.
Boris Gueorguievitch Bajanov (en russe : Борис Георгиевич Бажанов), né le 9 août 1900 à Moguilev-Podolski (gouvernement de Podolie, actuel aujourd'hui Mohyliv-Podilskyï en Ukraine) et décédé dans la nuit du 29 au 30 décembre 1982 à Paris, était un membre du Parti communiste de l'Union soviétique.
Secrétaire de Joseph Staline, il est principalement connu pour ses publications contenant des révélations sur Staline.

## Biographie

### Jeunesse et études
Boris Bajanov étudia à l'université Saint-Vladimir de Kiev ainsi qu'à l'université technique d'État de Moscou. Bajanov a 17 ans lors de la Révolution russe de 1917.

### Parcours professionnel
Il devient membre du parti communiste soviétique en 1919. Il est élu secrétaire de district, et travaille dès 1922 sous les ordres de Lazare Kaganovitch au comité central du parti. Il est nommé secrétaire du Politburo et adjoint de Joseph Staline le 9 août 1923.
De 1923 à 1924, Bajanov assiste à toutes les réunions du bureau politique et travaille au secrétariat de Staline et au Politburo jusqu'à la fin de 1925. Dans les années 1920, le rôle de Bajanov dans le cercle de Staline est moindre que celle du «groupe des cinq» composé de Yakov Brezanovsky, Ivan Tovstukha, Amayak Nazaretian, Georgy Kanner, et Lev Mekhlis. L'influence de Bajanov envers Staline a augmenté après que Brezanovsky et Nazaretian ont quitté le secrétariat. Bajanov était capable de tenir sur des positions différentes au Politburo de 1925 à 1928[pas clair].

### Passage à l'Ouest
Boris Bajanov décide de s'enfuir d'URSS en 1927. Dans ses mémoires publiés en 1977, il affirme que c'est lors d'un voyage en Norvège en 1924, où il est parti acheter des skis pour les sportifs soviétiques, qu'il se rend compte du caractère totalitaire de l'URSS et décide de fuir. Il dit avoir décidé de quitter l'URSS le 1er janvier 1928 car il savait que les douaniers soviétiques seraient, après les fêtes, ivres et ne pourraient le contrôler correctement. Il profite d'une partie de chasse à la frontière de l'Iran pour quitter l'union.
Traversant l'Iran, il arrive dans l'Inde britannique, où il entre en contact avec les services secrets britanniques. Il demande à être envoyé en France, où le Deuxième Bureau peut à son tour l'interroger. Il s'installe à Paris, dans le 4e arrondissement, et publie un livre et des articles sur la réalité du système soviétique. 
Bajanov serait le seul assistant au secrétariat de Staline qui se serait retourné contre le régime soviétique. Par sa défection, Bajanov est devenu un ennemi de Staline. Bajanov a été poursuivi dans une chasse à l'homme dirigée par Georges Agabekov, qui était le chef des espions soviétique au Proche-Orient à cette époque jusqu'à ce que lui-même fasse défection en France en juin 1930. 
En octobre 1929, lorsque Staline ordonne à Iakov Bloumkine d'aller à Istanbul, en Turquie, pour assassiner Léon Trotsky, de passage à Paris, Blumkine a aussi pour mission d'assassiner Bajanov. Avec l'aide de son cousin, Arkady Maximov, Blumkine a mis en scène un accident de voiture. Cependant, l'accident de voiture n'a pas réussi à tuer Bajanov.
Bajanov a combattu en 1940 dans une formation d'émigrés russes avec l'armée finlandaise dans sa défense contre l'Union soviétique. Il est consulté par le nazi Alfred Rosenberg en vue de l'opération Barbarossa.
Il meurt célibataire en 1982, à Paris.

## Révélations
Le 26 octobre 1923, Bajanov a pris des notes lors d'une réunion du Comité central auquel ont assisté Vladimir Lénine, Joseph Staline, et Léon Trotsky à un moment où Lénine était très malade. Lors de la réunion, Lénine a proposé de nommer Trotsky comme son « héritier ». Selon les notes de Bajanov, Trotsky a refusé le poste de leader adjoint parce qu'il était juif, son explication étant : « Nous ne devrions pas donner à nos ennemis l'occasion de dire que notre pays était gouverné par un Juif.... Il serait bien mieux s'il n'y avait pas un seul Juif dans le premier gouvernement révolutionnaire soviétique. »
Après la mort de Lénine en janvier 1924, Staline, Kamenev et Zinoviev ont régi le parti, se plaçant idéologiquement entre Trotsky et Nikolaï Boukharine. Trotsky a été contraint à l'exil et a finalement été assassiné en 1940 au Mexique par un agent de Staline. Les notes de Bajanov ont été découvertes au début de 1990 par l'historien soviétique Victor Danilov et ont apporté une réponse à une question: pourquoi Léon Trotsky a refusé l'offre de Vladimir Lénine de le désigner comme héritier.
Bajanov contribue à une meilleure compréhension, de la part de l’État français, de la population qui entoure Staline et du dirigeant lui-même. Bajanov décrit Staline comme quelqu'un de médiocre intellectuellement, dissimulateur, rancunier et antisémite. S'il n'est pas trotskiste, il considère qu'il s'agit du meilleur de l'élite soviétique, mais un rêveur qui ne saurait arriver au pouvoir : « il est plutôt un homme posant seulement au chef politique, qu'un chef réel et réfléchi ». 
Bajanov considère que Staline réussira à garder le pouvoir car, avant tout le monde, il a compris que l'URSS deviendrait bureaucratique, et a « compris l'importance de l'appareil du Parti, alors que malgré ses talents, Trotski n'y a rien distingué ».

## Ouvrages en français
- Avec Staline dans le Kremlin, Paris, Les Éditions de France, 1930.
- J'étais le secrétaire de Staline, de Crémille, 1977.
- Boris Bazhanov, Bajanov révèle Staline. Souvenirs d'un ancien secrétaire de Staline, Paris, Gallimard, 1979, 300 p. (ISBN 2-07-029887-6, lire en ligne)